# Anna Gruwer

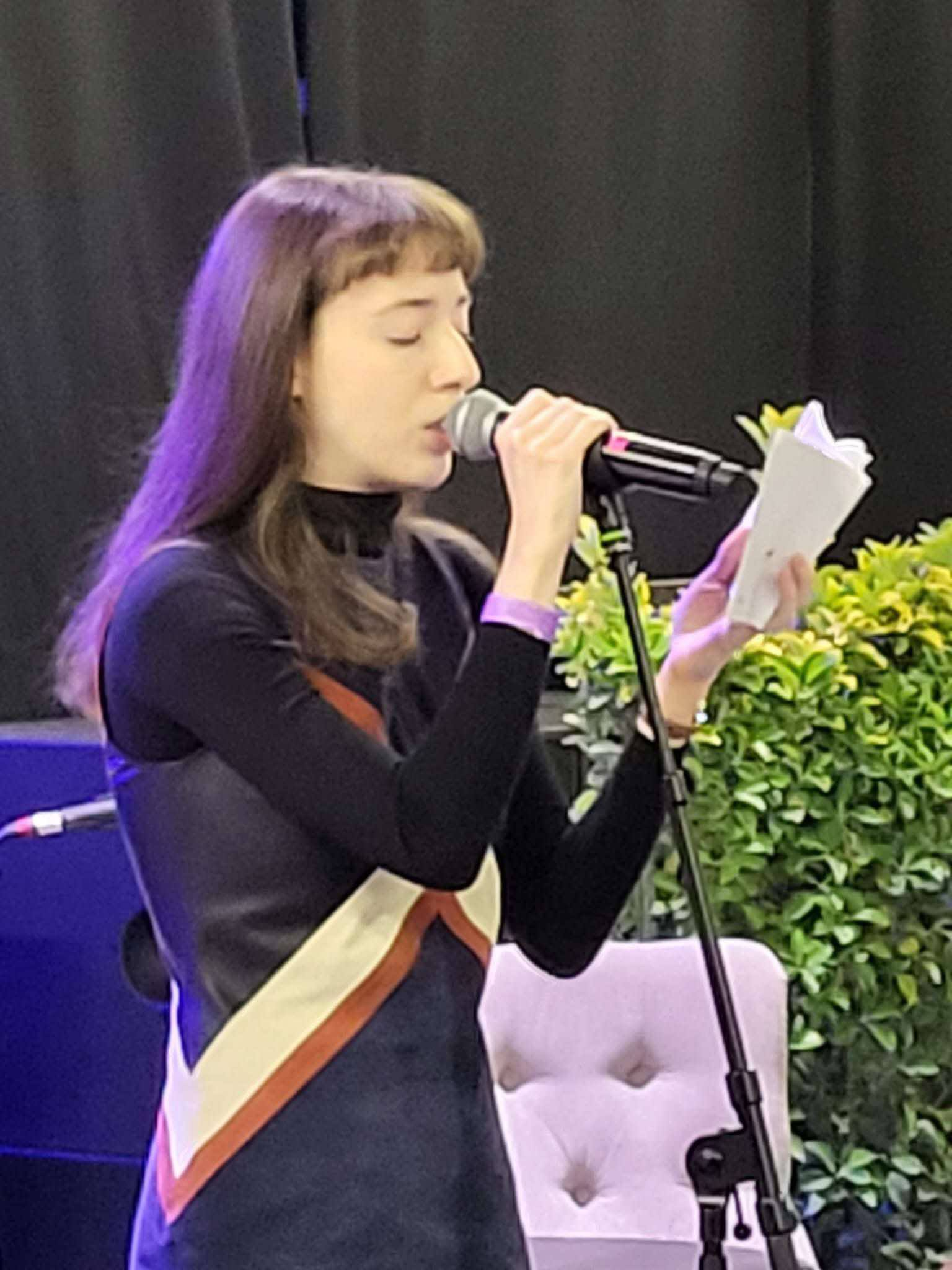
Anna Gruwer auf dem Festival Zemlja poetiv in Lviv 2024

Anna Gruwer (ukrainisch Анна Грувер; wiss. Transliteration Anna Gruver, in ihren westeuropäischen Publikationen stets Gruver; * 1996 in Donezk) ist eine ukrainische Schriftstellerin und Übersetzerin.

## Leben
Ende April 1996 in Donezk in einer Familie russischer Philologen geboren, zog Gruver mit Ausbruch des Krieges Russlands gegen die Ukraine 17-jährig nach Charkiw. Eine Zeit lang studierte sie in Moskau am Maxim-Gorki-Literaturinstitut, später wechselte sie an das Institut für Judaistik der Krakauer Jagiellonen-Universität. Ab 2021 las sie bei zahlreichen Literaturveranstaltungen, die ihre Texte über Kiew und Lwiw hinaus nach Brünn, Krakau, Berlin bis in die USA und nach Kanada sowie nach Israel trugen. Mit der Ausweitung des Krieges Russlands gegen die Ukraine 2022 wirkte Gruver als Freiwillige in einem Schutzraum in Dnipro, dann in einem aus der Kiewer Region nach Lwiw evakuierten Waisenhaus.
Im August 2022 war sie in der Residenz Genshagen zu Gast. Vom Frühling bis Winter 2023 lebte sie in Krakau und arbeitete als Projektkoordinatorin für das ukrainische Projekt „Schlüssel der Verständigung“ und als Assistentin der Bildungsabteilung des dortigen Jüdischen Museums. Im Mai 2023 lehnte sie es gemeinsam mit Olena Hussejnowa ab, an dem Literaturfestival Prima vista in Estland teilzunehmen, da hier ein russisch ausgerichteter Autor auftrat. Anfang 2024 war sie Writer in Residence der Kulturvermittlung Steiermark in Graz.
Seit dem Sommer 2024 ist sie Mitglied des PEN Ukraine.
Sie lebt weiterhin zumeist in der Ukraine.

## Literarisches Wirken
Gruver veröffentlichte zunächst Gedichte in russischsprachigen Literatur-Zeitschriften der Ukraine (Schtscho, Kontekst) sowie auf mehreren Webseiten (LitCentr, Soloneba), die in russischer Übersetzung auch in russischen Literaturzeitschriften (Wosduch, Translit, F-Pismo, Dwoetotschie und in dem Almanach Artikuljazija) erschienen. Ab 2014 wechselte sie schreibend ähnlich wie andere russischsprachige ukrainische Autoren zunehmend ins Ukrainische. Nach der Ausweitung des Krieges Russlands gegen die Ukraine 2022 erscheinen ihre Texte in ukrainischen Anthologien zum Krieg.
Seit ihren Studien in Krakau übersetzt sie Poesie und Essays aus dem Polnischen ins Ukrainische und umgekehrt ukrainische Texte ins Polnische. 2019 erschien ihr ukrainischer Gedichtband Ihre Anfrage ergab keinen Treffer, für den sie den dritten Smoloskyp-Preis in der Kategorie Poesie erhielt.
2019 bis 2021 war sie Mitherausgeberin der Kiewer russisch-ukrainischen Poesie-Zeitschrift Paradigma.
Gruvers Gedichte wurden ins Deutsche, Englische, Estnische, Französische, Hebräische, Litauische, Polnische, Rumänische, Russische und Tschechische übersetzt.
Im Herbst 2022 erschien Gruvers Debüt-Roman, Ihre Leerstellen, der das Leben der heute lebenden jüdischen Teenagerin Anna aus Donezk mit fiktiven Tagebuchaufzeichnungen Sara Bergs, einer anderen jüdischen Teenagerin, aus den Jahren 1938 bis 1941 verschränkt. Der autobiografisch inspirierte Roman thematisiert das Erwachsenwerden in Zeiten des gewaltsamen Verlustes des Zuhauses, spiegelt diese in Erfahrungen sexueller Übergriffigkeiten, daraus folgenden Abstumpfungen und stilistisch in Überschriften in Hashtag-Format, in Sätzen von E-Mail- und SMS-Qualität und ist eine Art Schule der Empathie.
Ab 2022 begann Gruver eine Reihe von Interviews mit bekannten ukrainischen Autoren. Ihre Gesprächspartner waren Ljuba Jakymtschuk, Iryna Schuwalowa, Ostap Slywynskyj, Oksana Luzyschyna, Wassyl Machno und Ihor Koslowskyj.
Gruver war eine der Teilnehmerinnen an dem tschechischen Projekt „Kriegsgedicht. Künstlerische und bürgerliche Spiegelung der russischen Aggression durch die Augen ukrainischer Dichterinnen“.
Ihr zweiter Roman Immobilie, der wiederum dem Leben junger Emigrantinnen gewidmet ist, erschien im Frühjahr 2025.
Ebenfalls im Frühjahr 2025 erschien von ihr bearbeitet und mit einem Vorwort erschienen Ihor Koslowskyj, Frei in Gefangenschaft.

## Auszeichnungen
- Laureatin des Programm Kraków UNESCO City of Literature (2026).

## Buchveröffentlichungen
- Ihre Anfrage ergab keinen Treffer (За вашим запитом нічого не знайдено). Feniks und Antivydavnyctvo, Kyїv, 2019. ISBN 978-966-136-682-3.
- Ihre Leerstellen (Її порожні місця). Vyd. Staroho Leva, Lviv 2022. ISBN 978-966-448-050-2.
- Immobilie (Нерухомість). Vyd. Laboratorija, Kyjiw 2025. ISBN 978-617-840-197-9.

## Übersetzerin
- Katie Farris: boysgirls. 2021.
- Bohdan Zadura: Прості Істини. Vydavnyctvo Staroho Leva, Lviv 2024, ISBN 978-966-448-381-7 (deutsch Einfache Wahrheiten. Übersetzt von Wassyl Machno und Anna Gruver).

## Herausgeberin
- Ihor Kozlywskyj, Frei in Gefangenschaft (Вільний у полоні). Vyd. Staroho Leva 2025. ISBN 978-966-448-464-7.

## Mitherausgeberin
- Paradigma. Contemporary poetry practices 1/2019–3/2021. (Zeitschrift)

## Auszeichnungen
- Literaturwettbewerb Smoloskyp 2019.

Auszeichnungen bei dem Mega-Zin-Poesie-Wettbewerb beim Festiwal Miłosza in Krakau 2024 und beim EEFA 2024.